# AgMES
AgMES è l'acronimo di Agricultural Metadata Element Set. Agmes è il metadata standard creato dalla FAO (Organizzazione per l'Alimentazione e l'Agricoltura delle Nazioni Unite ) per la descrizione ed il reperimento di risorse informative sull'agricoltura.
Lo standard offre un set di elementi del metadata che possono essere utilizzati per descrivere qualunque tipo di risorsa informativa nei seguenti campi: agricoltura, silvicoltura, pesca, sicurezza alimentare ed altri ambiti affini.
Esistono numerosi schemi di metadata per descrivere altri tipi di risorse informative. La lista che segue contiene alcuni esempi:
- Documento come oggetto dell'informazione (DLIOs): Dublin Core, Agricultural Metadata Element Set (AgMES)
- Eventi: vCalendar
- Informazione geografica e regionale: Informazione geografica—Metadata (ISO 19115)
- Persone: Friend-of-a-friend (FOAF), vCard
- Produzione e protezione delle piante: Darwin Core (1.0 and 2.0) (DwC)

AgMES namespace è stato pensato per includere estensioni specifiche del campo dell'agricoltura provenienti da altri metadata standards come Dublin Core, AGLS ecc. in modo da poter descrivere documenti DLIO (Documento inteso come oggetto informativo) come ad esempio pubblicazioni, articoli, libri, siti web, ecc. AgMES dovrà essere usato insieme agli standard citati sopra.
L'iniziativa AGMES si propone di ottenere interoperabilità tra risorse informative nell'ambito dell'agricoltura, offrendo la possibilità di scambiare e condividere le informazioni.
Descrivere documenti usando lo standard AGMES significa esporre le loro più importanti caratteristiche ed il loro contenuto in modo standardizzato affinché vengano riutilizzati facilmente in qualsiasi sistema informativo.
Più istituzioni e organizzazioni nel settore agricolo usano AGMES per descrivere i loro DLIOs, più facile sarà scambiare i dati all'interno di sistemi informativi come, ad esempio, biblioteche digitali e altri database contenenti dati sull'agricoltura.

## Utilizzo di AGMES
Il metadata per descrivere documenti intesi come oggetti dell'informazione (DLIOs) può essere creato e salvato in diversi formati:
- Inserito in un sito web (come i tag HTML)
- in un database separato
- in un file XML
- in un file RDF

AgMES definisce gli elementi che servono per descrivere un DLIO e che possono essere usati insieme ad altri metadata standards come Dublin Core e Australian Government Locator Service. Una lista completa di elementi, "refinements" e schemi che compongono AGMES è disponibile sul sito web di AGMES.

## Creare un profilo di applicazione
I profili di applicazione sono schemi che contengono elementi creati da uno o più "namespaces", combinati da chi implementa l'applicazione e ottimizzati per particolari applicazioni locali.
I profili di applicazione condividono le seguenti caratteristiche:
- si basano su un insieme di metadata standards ed estraggono gli elementi che meglio rispondono alle necessità di descrizione
- un'applicazione non può creare nuovi elementi
- i profili di applicazione specificano i dettagli dell'applicazione stessa, ovvero gli schemi o i vocabolari controllati. Un profilo di applicazione contiene anche informazioni sul formato dell'elemento, la cardinalità ed il tipo di dato.

## Modelli di profili di applicazione utilizzando AgMES
Il Profilo di Applicazione AGRIS è uno standard creato specificatamente per migliorare la descrizione, lo scambio ed il conseguente reperimento di documenti intesi come oggetti dell'informazione (DLIOs). Si tratta di un formato basato su standard di metadati ben noti e comunemente accettati che permette di condividere le informazioni attraverso sistemi bibliografici dispersi.
http://www.fao.org/aims/index_en.jsp?callingPage=ap_applied.jsp è uno standard creato per consentire ai membri della comunità agricola di essere informati sugli eventi in calendario e indirizzarli al Sito degli Eventi dove potranno trovare informazioni ulteriori. Le informazioni comunicate sono tuttavia solo minimamente interoperabili attraverso settori ed organizzazioni.

## Lo Strumento AgMES per Creare Metadati
Lo Strumento AgMES genera metadati compatibili con AgMES per le pagine Web ed altri documenti intesi come oggetti dell'informazione.
Una volta soddisfatti del contenuto di ciascun elemento, si possono tagliare ed incollare i metadati generati nella sezione <head> del proprio file HTM(L).
Lo strumento permette anche di raccogliere da una pagina Web metadati esistenti per editarli ulteriormente.

## AgMES ed il Web semantico
Uno dei vantaggi dello schema di metadati AgMES consiste nella possibilità di stabilire un collegamento tra elementi di metadati e vocabolari controllati.
L'uso di vocabolari controllati fornisce all'indicizzatore (ed al programmatore di ricerca) un “noto” set di opzioni su come il campo deve essere riempito. Spesso i valori possono provenire da un thesaurus specifico (ad esempio AGROVOC) o da schemi di classificazione (ad esempio lo http://www.fao.org/aims/index_en.jsp?callingPage=ag_classifschemes.jsp) ecc.
Grazie alla possibilità di usare vocabolari controllati per elementi di metadati, all'utilizzatore vengono fornite informazioni estremamente precise.
A questo proposito la FAO sta promuovendo l'iniziativa del Servizio di Ontologia Agricola (AOS) con l'obiettivo di esprimere più semantica all'interno del thesaurus tradizionale AGROVOC e di costruire un http://www.fao.org/aims/index_en.jsp?callingPage=cs.htm come una raccolta da cui sia sempre possibile estrarre KOS tradizionali.